# Croom
Croom (irl. Cromadh) – wieś w hrabstwie Limerick w prowincji Munster w Irlandii. Wieś jest położona nad rzeką Maigue.